# Lúcio Pláucio Venão (cônsul em 318 a.C.)
Lúcio Pláucio Venão ou Lúcio Pláucio Venox (em latim: Lucius Plautius Venno) foi um político da gente Pláucia da República Romana, eleito cônsul em 318 a.C. com Marco Fólio Flacinador. Era filho de Lúcio Pláucio Venão, cônsul em 330 a.C..

## Consulado (318 a.C.)
Depois de ter sido pretor em 322 a.C., Lúcio Pláucio foi eleito cônsul em 318 a.C. com Marco Fólio Flacinador. Neste ano, os cônsules conseguiram a rendição de Teano e Canúsio, na Apúlia, depois de devastarem seus territórios. 